# Saint-Benoît-sur-Seine
 Saint-Benoît-sur-Seine  es una población y comuna francesa, en la región de Champaña-Ardenas, departamento de Aube, en el distrito de Troyes y cantón de Troyes-2.

## Demografía
| 273 | 239 | 240 | 292 | 328 | 401 |
| Para los censos de 1962 a 1999 la población legal corresponde a la población sin duplicidades (Fuente: INSEE [Consultar]) |     |     |     |     |     |